# Sinusknuta

Retledningssystemet. 1:Sinusknutan, 6:AV-knutan, 7,8,9:His'ka bunten med skänklar.

Sinusknutan eller SA-knutan (sino-atrialknutan) är en av två ansamlingar av pacemakerceller i hjärtats högra förmak som är en del av hjärtats retledningssystem. Sinusknutan sitter upptill och baktill i höger förmak, nära vena cava superior (övre hålvenen) och AV-knutan. AV-knutan, som är den andra ansamlingen av pacemakerceller, sitter nedtill och baktill i höger förmak. 
Pacemakercellerna i SA-knutan skapar spontant och regelbundet impulser som startar en sammandragning av hjärtmuskulaturen. Impulserna fortplantar sig i förmaken och vidare till AV-knutan, som i sin tur startar en sammandragning av kamrarna. Det finns en funktionell fördröjning mellan SA- och AV-knutan. Dessutom leds impulserna från AV-knutan först ner till hjärtspetsen för att starta sammandragningen av kamrarna, via purkinjefibrer, för att ge en optimal pumpfunktion.